# Lade (Mondkrater)
Lade ist ein Einschlagkrater auf der Mondvorderseite südwestlich des Sinus Medii, südlich des Kraters Godin und nordöstlich von Saunders.
Der Krater ist stark erodiert. Der südliche Teil des Walls ist fast eingeebnet.
| Buchstabe | Position          | Durchmesser | Link |
| --------- | ----------------- | ----------- | ---- |
| A         | 0,21° S, 12,74° O | 58 km       |      |
| B         | 0,05° N, 9,79° O  | 23 km       |      |
| D         | 0,91° S, 13,67° O | 15 km       |      |
| E         | 1,89° S, 12,91° O | 20 km       |      |
| M         | 1,12° S, 9,36° O  | 11 km       |      |
| S         | 1,34° S, 8,21° O  | 24 km       |      |
| T         | 1,09° S, 8,92° O  | 20 km       |      |
| U         | 0,13° S, 9,45° O  | 3 km        |      |
| V         | 0,22° S, 9° O     | 3 km        |      |
| W         | 0,25° N, 8,6° O   | 4 km        |      |
| X         | 1,72° S, 11° O    | 3 km        |      |

Der Krater wurde 1935 von der IAU nach dem deutschen Amateurastronomen Heinrich Eduard von Lade offiziell benannt.